# Leszek Swornowski
Leszek Swornowski, né le 28 mars 1955 à Wrocław, est un escrimeur polonais, pratiquant l'épée.

## Palmarès

### Jeux olympiques d'été
- 1980 à Moscou
  -  Médaille d'argent en épée par équipes
- 1976 à Montréal
  - participation

### Championnats du monde
- Médaille de bronze en individuel en 1979 à Melbourne

### Championnats d'Europe
- Médaille de bronze en individuel en 1983 à Lisbonne

### Championnats de Pologne
- en 1978 et 1986:
  - 2  Champion de Pologne